# Marvin Schwäbe
Marvin Schwäbe (ur. 25 kwietnia 1995 w Dieburgu) – niemiecki piłkarz grający na pozycji bramkarza. Od 2021 roku zawodnik 1. FC Köln.

## Życiorys
W czasach juniorskich trenował w klubach: SC Hassia Dieburg, Kickers Offenbach i Eintracht Frankfurt. W latach 2012–2013 był piłkarzem rezerw Eintrachtu. 1 lipca 2013 został zawodnikiem rezerw TSG 1899 Hoffenheim. Od 6 lipca 2015 do 30 czerwca 2016 przebywał na wypożyczeniu w trzecioligowym VfL Osnabrück. W latach 2016–2018 grał na zasadzie wypożyczenia w Dynamie Drezno. W 2. Bundeslidze zagrał po raz pierwszy 6 sierpnia 2016 w zremisowanym 1:1 meczu z 1. FC Nürnberg. 1 lipca 2018 odszedł za 800 tysięcy euro do duńskiego Brøndby IF. W Superligaen zadebiutował 16 lipca 2018 w wygranym 2:0 spotkaniu z Randers FC. W sezonie 2020/21 wywalczył wraz z zespołem mistrzostwo Danii. Latem 2021 przeszedł do 1. FC Köln.
Wraz z reprezentacją do lat 21 w 2017 roku wystąpił na Euro U-21 rozgrywanym w Polsce, na którym Niemcy zdobyły mistrzostwo.